# Después de Safo (novela)

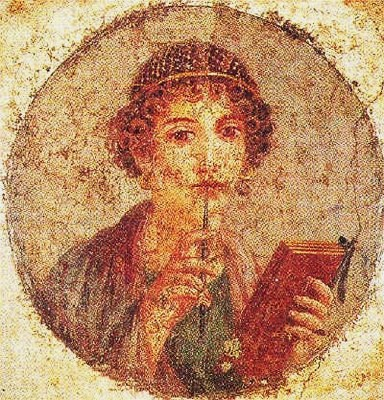
Retrato de Safo, fresco hallado en Pompeya, Museo Arqueológico, Nápoles.
c.55-79 d. C.

Después de Safo (título en inglés After Sappho) es la primera novela de Selby Wynn Schwartz publicada originalmente en inglés por la editorial Galley Beggar en 2022. Está compuesta por fragmentos cortos de muchas historias donde la autora rastrea la huella de los versos de Safo en sus herederas literarias de comienzos del siglo XX. La obra, mezcla de realidad y ficción, analiza las vidas de treinta mujeres artistas, intelectuales y activistas en el periodo que va de 1885 a 1928. Después de Safo ha sido nominada a los premios Booker (2022) Orwell de ficción política (2023) y James Tait Black. The New York Times la ha situado en el número uno de sus 100 libros notables de 2023 y la revista Time entre los 100 libros de 2023 que debes leer 

## Trama
Los personajes de esta novela son un grupo de 30 mujeres escritoras y artistas a las que llamaban amazonas, tríbadas, sáficas, lesbianas o invertidas que se reúnen en el París del cambio de siglo para interpretar los versos de Safo.Todas ellas son parte de un coro que forma la voz narrativa de primera persona del plural "nosotras" y engloba a todas las mujeres que han transgredido pidiendo libertad y amando a otras mujeres reclamando una experiencia colectiva. La gran variedad de identidades de género y sexualidades de las protagonistas y el derecho propio a vivir sus vidas son temas centrales en el libro.Los fragmentos biográficos de estas mujeres históricas que componen la novela nos trasladan a través del tiempo desde la Italia de la década de 1880 hasta el París y Londres de los años veinte. Entre ellas se encuentran Lina Poletti, Virginia Woolf, Natalie Barney, Romaine Brooks, Sarah Bernhardt, Isadora Duncan, Nancy Cunard, Gertrude Stein, Radclyffe Hall, Renée Vivien o Eva Palmer. 

## La autora
Selby Wynn Schwartz es doctora en literatura comparada (italiano/francés) por la Universidad de California, Berkeley, y enseña escritura en la Universidad de Stanford. Es autora de The Bodies of Others: Drag Dances and their Afterlives, con el que fue finalista en la categoría de no ficción LGTBQ del Premio Literario Lambda (2020), y ganadora del premio Sally Banes de la American Society of Theatre Research. Después de Safo es su primera novela. 

### Traducción
Después de Safo está traducida al castellano por Aurora Luque (Premio Nacional de Poesía), poeta, editora y profesora de griego. Ha dirigido la colección de poesía Cuadernos de Trinacria y la colección maRemoto de poesía internacional.